# Antennarius striatus
Antennarius striatus är en fiskart som först beskrevs av Shaw, 1794.  Antennarius striatus ingår i släktet Antennarius och familjen Antennariidae. Inga underarter finns listade i Catalogue of Life.

## Bildgalleri

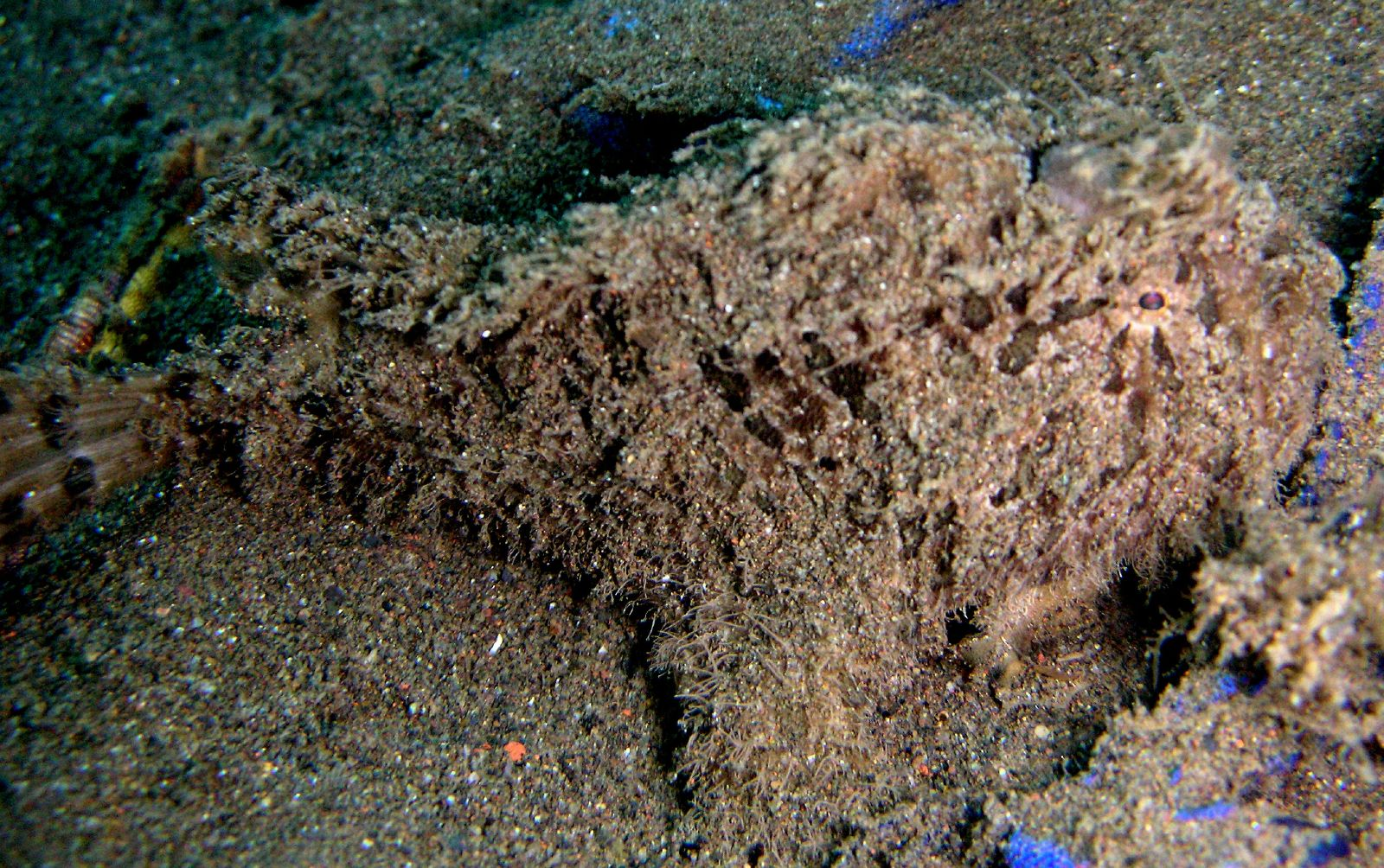
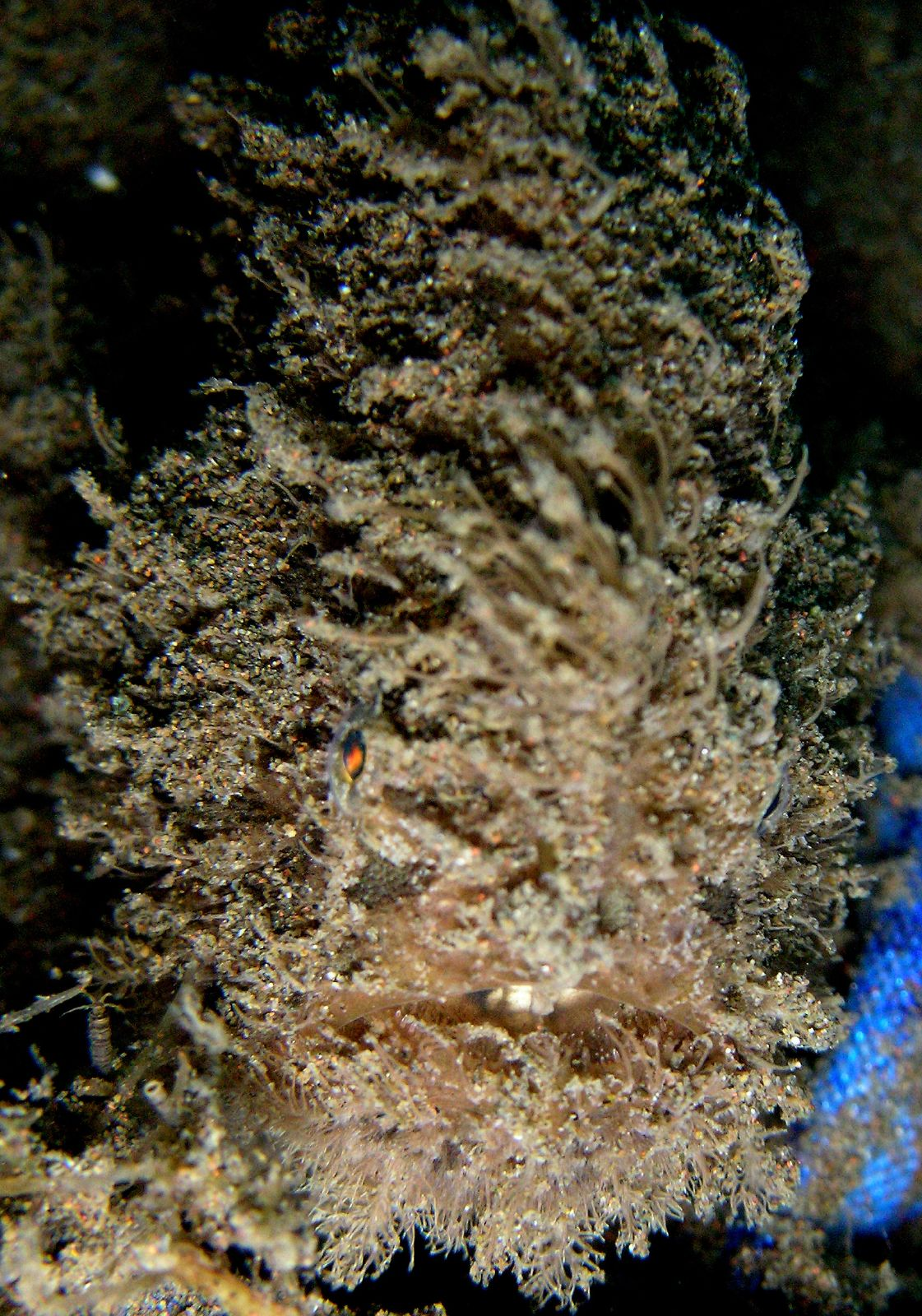
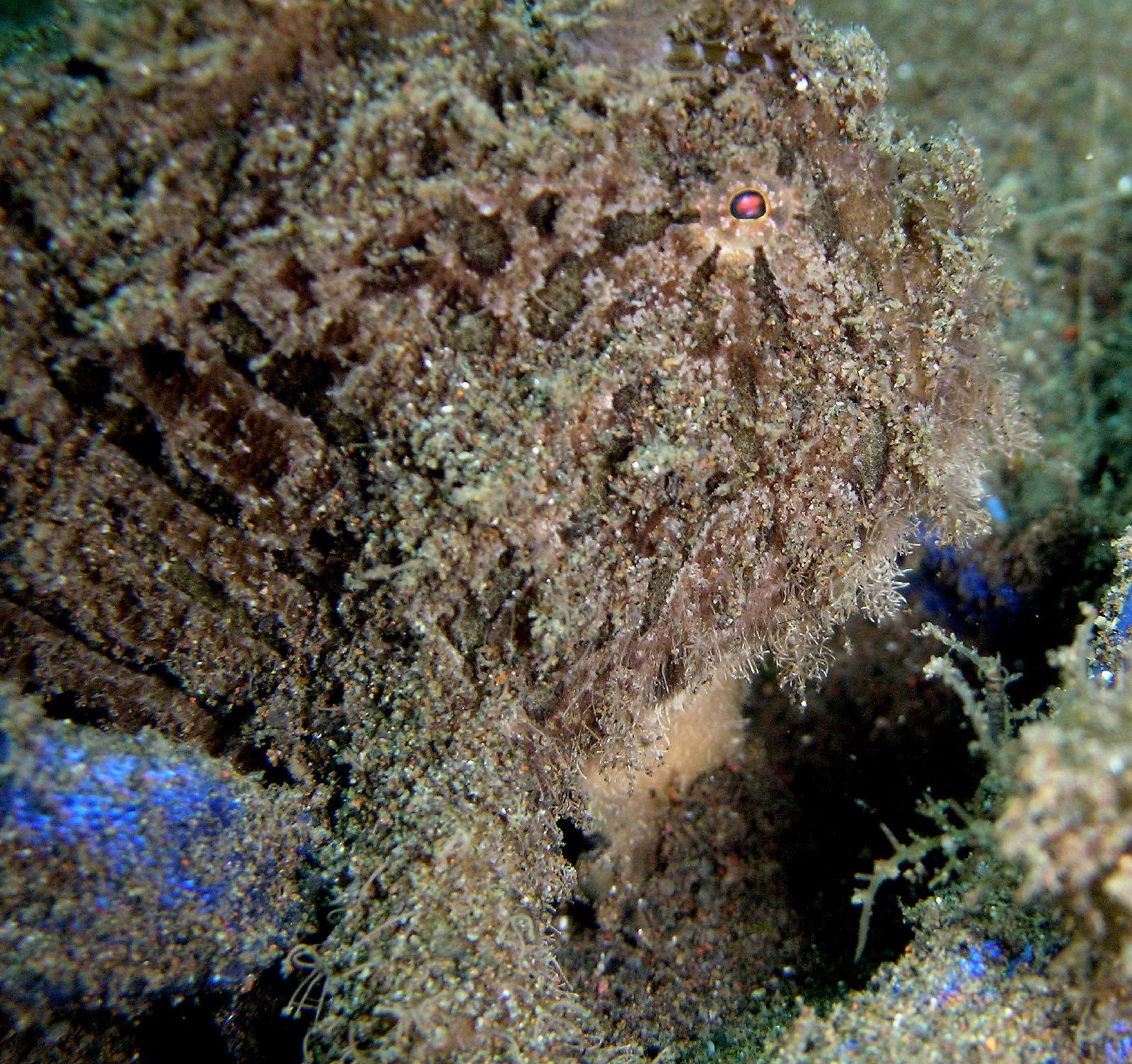
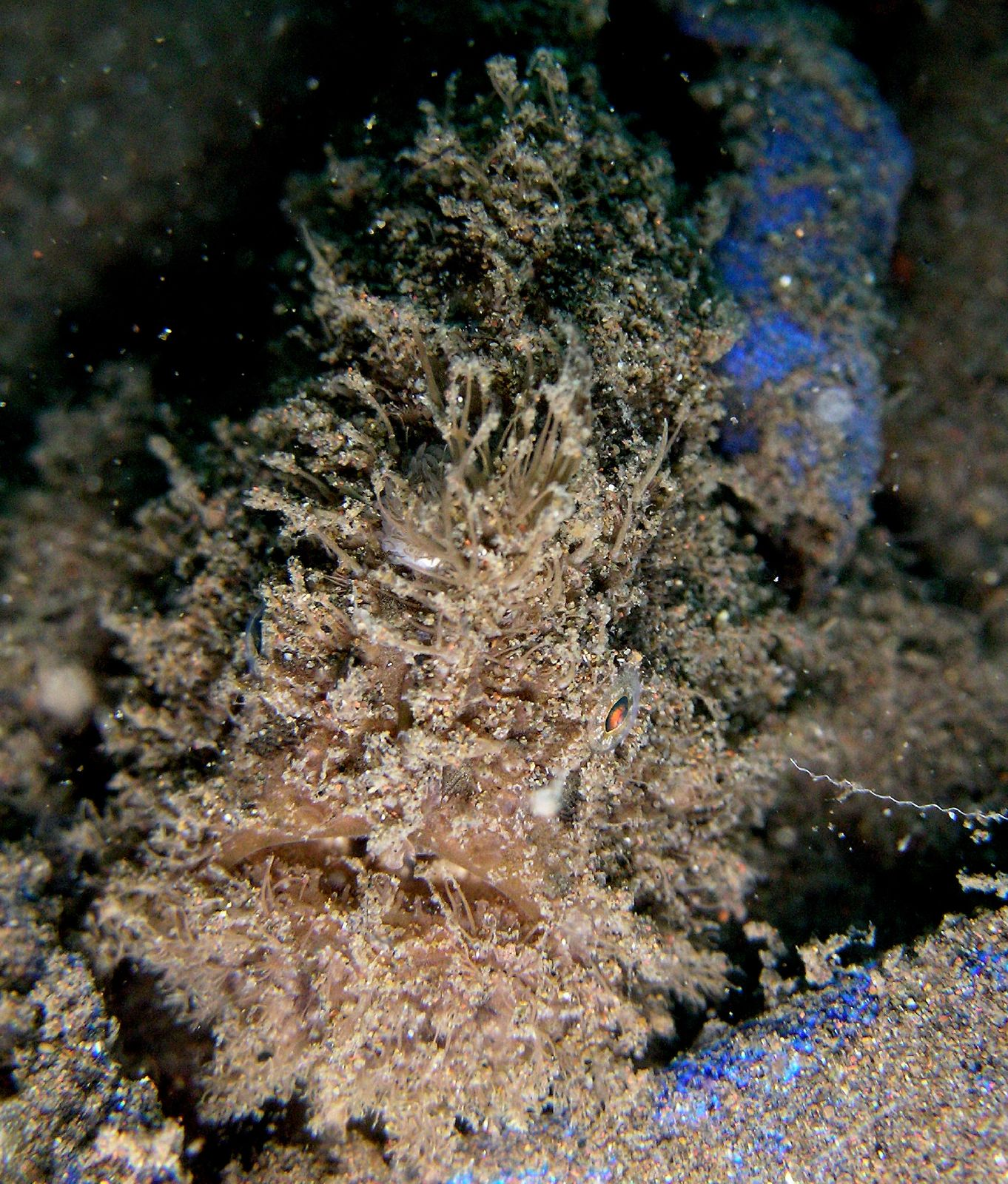
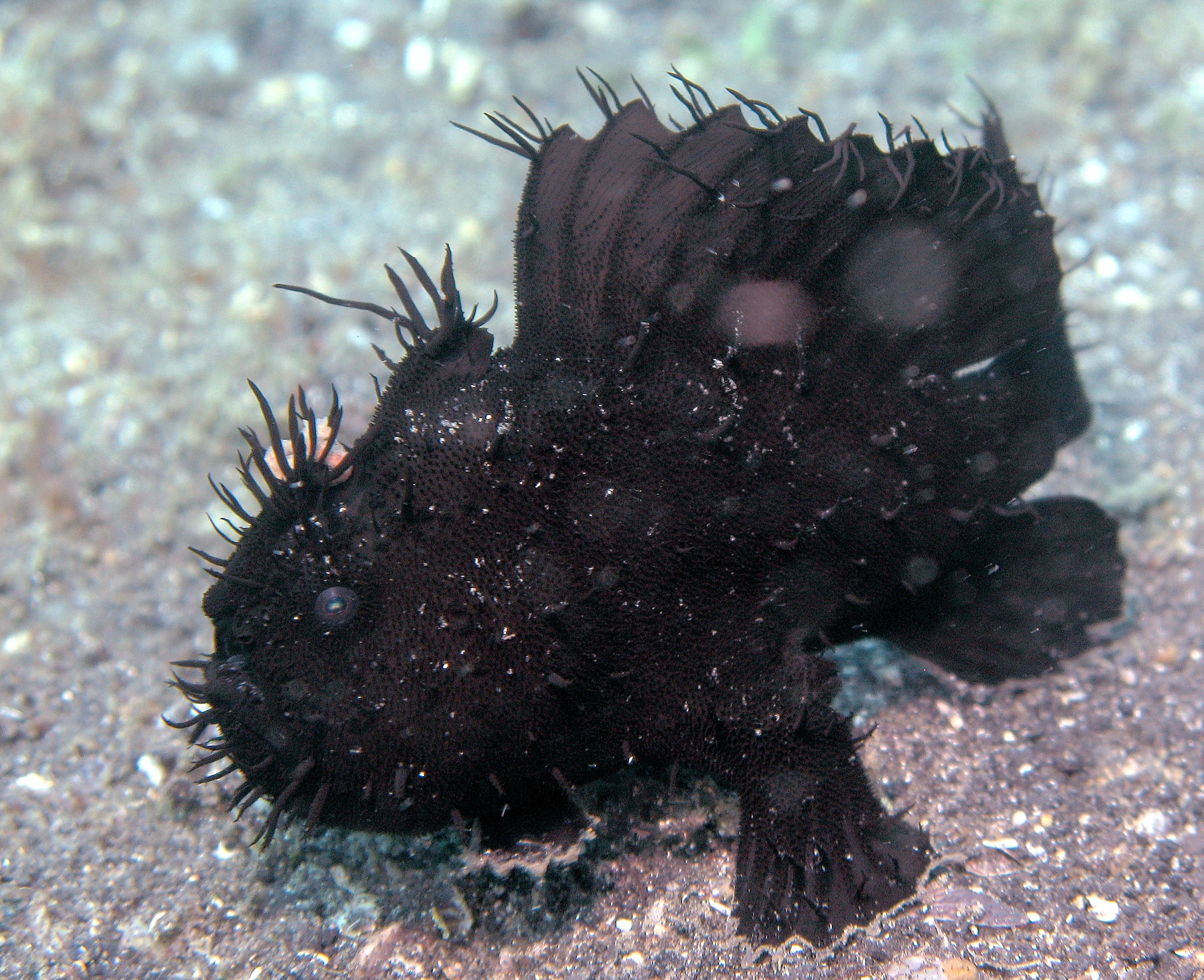
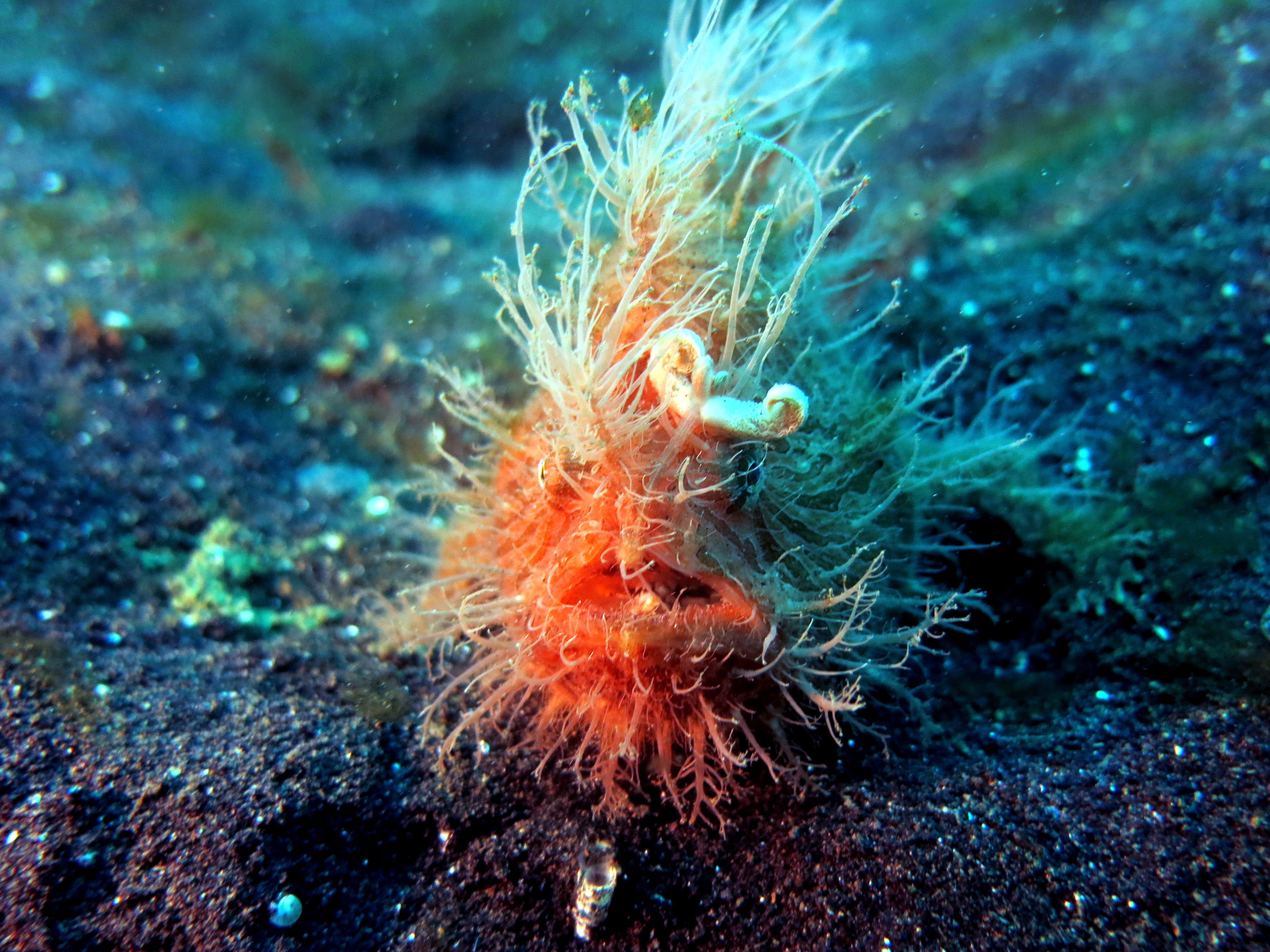